# Slezské derby (fotbal)
Slezské derby je název fotbalového zápasu mezi slezskými kluby. 
Nejznámější slezské derby je mezi Opavou a Baníkem Ostrava. Toto utkání se těší pověsti jednoho z nejvyhrocenějších zápasů sezony, podobně jako Pražské derby. Obě fanouškovské základny mají družbu s polskými celky, Opava se Śląskem Wrocław, Ostrava s Katowicemi, čímž vzniká ještě větší rivalita.
Ostatní zápasy slezských klubů se zpravidla označují jako malé slezské derby, zápas mezi Karvinou a Ostravou se nazývá Hornické derby.

## Historie rivality mezi Opavou a Ostravou
Derby vzniklo na podzim roku 1995. Opava hrála poprvé v nejvyšší soutěži, do té doby měli Opavští fanoušci dobré vztahy s příznivci Baníku. Dne 26. listopadu 1995 zvítězili Opavští na Bazalech 2:1.
Slezské derby se odehrálo i v druhé lize, kdy druhou ligu v sezoně 2016/17 hrála Opava i Ostrava. Mezi lety 2018-2021 se derby opět hrálo v první lize.
Po tříleté odmlce se derby vrátilo opět do druhé ligy, protože do ní postoupila rezerva Baníku. 25. října 2024 se toto utkání vlivem škod po povodních odehrálo v Jihlavě.

## Statistiky zápasů
1995–4/2025
SFC Opava   5 – 9 – 12   FC Baník Ostrava
Vstřelených branek: 24:38
Průměrná, nejvyšší a nejnižší návštěvnost: 8102 / 18020 / 0 (Covid-19)
| 15. kolo 26. listopadu 1995 | FC Baník Ostrava                            | 1 – 2 | FC Kaučuk Opava                                         | Bazaly, Ostrava                |  |  |
|                             | Hrotek 12' Galásek 35' Kula 54' Činčala 70' |       | Farský 28' Prasek 49' Kamas 53' Rozhon 54' Rozsypal 56' | Diváci: 8615 Rozhodčí: Lenfeld |  |  |
|                             |                                             |       |                                                         |                                |  |  |

| 30. kolo 18. května 1996 | FC Kaučuk Opava                      | 3 – 0 | FC Baník Ostrava | Městský stadion Opava, Opava   |  |  |
|                          | Pejša 60' Janoušek 68' Grussmann 84' |       |                  | Diváci: 11350 Rozhodčí: Průcha |  |  |
|                          |                                      |       |                  |                                |  |  |

| 15. kolo 30. listopadu 1996 | FC Kaučuk Opava                    | 3 – 0 | FC Baník Ostrava | Městský stadion Opava, Opava  |  |  |
|                             | Hendrych 1' Kolínek 12' Rozhon 47' |       |                  | Diváci: 14941 Rozhodčí: Puček |  |  |
|                             |                                    |       |                  |                               |  |  |

| 30. kolo 11. června 1997 | FC Baník Ostrava                                               | 1 – 0 | FC Kaučuk Opava                           | Bazaly, Ostrava               |  |  |
|                          | Mikulík 5' Timko 32' Vrťo 35' Slončík 40' Pančík 76' Ruman 88' |       | Hellebrand 52' Grussmann 71' Radványi 74' | Diváci: 5635 Rozhodčí: Krondl |  |  |
|                          |                                                                |       |                                           |                               |  |  |

| 3. kolo 15. srpna 1997 | FC Kaučuk Opava                                                        | 3 – 3 | FC Baník Ostrava                                                                                   | Městský stadion Opava, Opava   |  |  |
|                        | Baránek 7' Pejša 27' Grussmann 54' Janoušek 69' Twardzik 70' Pejša 83' |       | Lukeš 7' Jankulovski 21' Pikl 28' (pen.) Harazim 61' Lukeš 70' Schmucker 74' Bolf 79' Poštulka 86' | Diváci: 11812 Rozhodčí: Vidlák |  |  |
|                        |                                                                        |       | |                                |  |  |

| 18. kolo 6. března 1998 | FC Baník Ostrava                                            | 1 – 0 | SFC Opava                              | Bazaly, Ostrava              |  |  |
|                         | Samec 39' (pen.) Čáp 41' Zátek 42' Bolf 75' Jankulovski 90' |       | Twardzik 39' Hellebrand 43' Kučera 82' | Diváci: 3221 Rozhodčí: Krula |  |  |
|                         |                                                             |       |                                        |                              |  |  |

| 15. kolo 29. listopadu 1998 | FC Baník Ostrava                                         | 1 – 1 | SFC Opava                                                       | Bazaly, Ostrava               |  |  |
|                             | Pančík 18' Sionko 27' Samec 44' Slončík 54' Poštulka 70' |       | Vychodil 16' Prasek 23' Pejša 36' Kolínek 39' Sedláček 74', 83' | Diváci: 6410 Rozhodčí: Krondl |  |  |
|                             |                                                          |       |                                                                 |                               |  |  |

| 30. kolo 30. května 1999 | SFC Opava    | 0 – 0 | FC Baník Ostrava | Městský stadion Opava, Opava  |  |  |
|                          | Sedláček 69' |       |                  | Diváci: 14889 Rozhodčí: Krula |  |  |
|                          |              |       |                  |                               |  |  |

| 6. kolo 12. září 1999 | SFC Opava                                         | 2 – 3 | FC Baník Ostrava                                             | Městský stadion Opava, Opava   |  |  |
|                       | Schmucker 2' Onderka 20' Onderka 22' Sedláček 55' |       | Lička 2' (pen.) Šťástka 16' Veselý 50' Žůrek 68' Šlachta 81' | Diváci: 13000 Rozhodčí: Vidlák |  |  |
|                       |                                                   |       |                                                              |                                |  |  |

| 21. kolo 17. března 2000 | FC Baník Ostrava            | 2 – 2 | SFC Opava                           | Bazaly, Ostrava                |  |  |
|                          | Čáp 41' Dvorník 89' Čáp 90' |       | Onderka 37' Sedláček 43' Lasota 72' | Diváci: 3890 Rozhodčí: Filípek |  |  |
|                          |                             |       |                                     |                                |  |  |

| 13. kolo 4. listopadu 2001 | SFC Opava | 0 – 2 | FC Baník Ostrava        | Městský stadion Opava, Opava   |  |  |
|                            | Bečka 29' |       | Prohászka 32' Žůrek 45' | Diváci: 8777 Rozhodčí: Kačenga |  |  |
|                            |           |       |                         |                                |  |  |

| 28. kolo 28. dubna 2002 | FC Baník Ostrava                  | 1 – 2 | SFC Opava                                                   | Bazaly, Ostrava                 |  |  |
|                         | Susko 5' Gill 11' (vl.) Látal 61' |       | Suchánek 40' Švejdík 56' V. Baránek 63' Hampel 68' Guľa 82' | Diváci: 5214 Rozhodčí: Čecháček |  |  |
|                         |                                   |       |                                                             |                                 |  |  |

| 15. kolo 24. listopadu 2003 | FC Baník Ostrava                                            | 4 – 0 | SFC Opava                         | Bazaly, Ostrava                |  |  |
| 16:40                       | Matušovič 29' Látal 31' Drozd 54' Heinz 61' Zd. Pospěch 72' |       | Metelka 26' Harazim 65' Kulig 69' | Diváci: 18020 Rozhodčí: Vidlák |  |  |
|                             |                                                             |       |                                   |                                |  |  |

| 30. kolo 15. května 2004 | SFC Opava                  | 2 – 4 | FC Baník Ostrava                                  | Městský stadion Opava, Opava |  |  |
| 14:25                    | Loučka 41' Zb. Pospěch 47' |       | Heinz 12' Látal 27' Lička 35' Drozd 58' Žůrek 82' | Diváci: 7100 Rozhodčí: Puček |  |  |
|                          |                            |       |                                                   |                              |  |  |

| 4. kolo 29. srpna 2004 | SFC Opava               | 1 – 1 | FC Baník Ostrava                                                                            | Městský stadion Opava, Opava |  |  |
| 17:00                  | Krajčovič 66' Bureš 71' |       | Kotůlek 10' (vl.) Papadopulos 23' Lička 24' Čížek 66' Zd. Pospěch 70' Bystroň 78' Látal 88' | Diváci: 5939 Rozhodčí: Puček |  |  |
|                        |                         |       |                                                                                             |                              |  |  |

| 18. kolo 29. března 2005 | FC Baník Ostrava | 0 – 0 | SFC Opava                       | Bazaly, Ostrava                |  |  |
| 17:00                    |                  |       | Zeher 26' Svátek 70' Laciga 88' | Diváci: 10128 Rozhodčí: Adámek |  |  |
|                          |                  |       |                                 |                                |  |  |

| 5. kolo 14. září 2016 | FC Baník Ostrava                | 3 – 0 | SFC Opava                              | Městský stadion v Ostravě-Vítkovicích, Ostrava |  |  |
| 19:00                 | Hlinka 45' Mondek 83' Hučko 85' |       | Grussmann 32' Fendrich 45' Zapalač 89' | Diváci: 12111 Rozhodčí: Nenadál                |  |  |
|                       |                                 |       |                                        |                                                |  |  |

| 19. kolo 18. března 2017 | SFC Opava                    | 0 – 1 | FC Baník Ostrava                           | Městský stadion Opava, Opava    |  |  |
| 14:00                    | Zapalač 53' Schaffartzik 81' |       | Zápotočný 53' Sus 53' Mičola 79' Hrubý 87' | Diváci: 5448 Rozhodčí: Královec |  |  |
|                          |                              |       |                                            |                                 |  |  |

| 15. kolo 11. listopadu 2018 | SFC Opava                                                       | 2 – 1 | FC Baník Ostrava                                                                       | Městský stadion Opava, Opava     |  |  |
| 14:00                       | Svozil 29' Kayamba 35' Smola 65' Kayamba 89' Schaffartzik 90+4' |       | Fleišman 33' Laštůvka 37' Baroš 66' Šašinka 84' Mešaninov 87' Hrubý 87' Stronati 90+4' | Diváci: 6385 Rozhodčí: Ardeleánu |  |  |
|                             |                                                                 |       |                                                                                        |                                  |  |  |

| 29. kolo 21. dubna 2019 | FC Baník Ostrava                            | 2 – 0 | SFC Opava | Městský stadion v Ostravě-Vítkovicích, Ostrava |  |  |
| 17:00                   | Diop 29' Jirásek 40' Fleišman 54' Hrubý 79' |       | Jursa 50' | Diváci: 15100 Rozhodčí: Berka                  |  |  |
|                         |                                             |       |           |                                                |  |  |

| 4. kolo 2. srpna 2019 | SFC Opava                  | 0 – 2 | FC Baník Ostrava                     | Městský stadion Opava, Opava   |  |  |
| 18:00                 | Jursa 59' Schaffartzik 74' |       | Kuzmanović 14' Smola 20' Azevedo 82' | Diváci: 6087 Rozhodčí: Julinek |  |  |
|                       |                            |       |                                      |                                |  |  |

| 18. kolo 29. listopadu 2019 | FC Baník Ostrava                                                      | 0 – 0 | SFC Opava                        | Městský stadion v Ostravě-Vítkovicích, Ostrava |  |  |
| 18:00                       | Jánoš 33' Stronati 42' Páník 51' Smola 62' Jirásek 84' V. Baránek 90' |       | Svozil 41' Souček 42' Mondek 73' | Diváci: 12855 Rozhodčí: Berka                  |  |  |
|                             |                                                                       |       |                                  |                                                |  |  |

| 10. kolo 5. prosince 2020 | SFC Opava                                                                                    | 1 – 2 | FC Baník Ostrava                                           | Městský stadion Opava, Opava        |  |  |
| 14:00                     | Žídek 24' Đordić 41' Helešic 45+1' Juřena 45+3' Rataj 80' Žídek 86' Ščudla 90' Zavadil 90+5' |       | Pokorný 15', 45+2' Azevedo 78' Svozil 90+1' Laštůvka 90+5' | Diváci: bez diváků Rozhodčí: Franěk |  |  |
|                           |                                                                                              |       |                                                            |                                     |  |  |

| 26. kolo 10. dubna 2021 | FC Baník Ostrava                         | 3 – 0 | SFC Opava                     | Městský stadion v Ostravě-Vítkovicích, Ostrava |  |  |
| 16:00                   | Zajíc 14' Zajíc 29' Jánoš 45' Buchta 58' |       | Mondek 4' Tiéhi 7' Juřena 40' | Diváci: bez diváků Rozhodčí: Hrubeš            |  |  |
|                         |                                          |       |                               |                                                |  |  |

| 14. kolo 25. října 2024                      | SFC Opava  | 0 – 0 | FC Baník Ostrava B | Stadion v Jiráskově ulici, Jihlava |  |
| 18:00                                        | Blecha 79' |       | Jackuliak 43'      | Diváci: 384 Rozhodčí: Orel         |  |
| Poznámky: Hráno v Jihlavě - následek povodní |            |       |                    |                                    |  |

| 28. kolo 12. května 2025 | FC Baník Ostrava B                                                | 0 – 0 | SFC Opava                             | Městský stadion v Ostravě-Vítkovicích, Ostrava |  |  |
| 18:00                    | Lehoczki 25' Blecha 53' Janoščín 70' Ondráček 90+2' Lombard 90+4' |       | Juroška 30' Zlatohlávek 35' Látal 40' | Diváci: 3352 Rozhodčí: Radina                  |  |  |
|                          |                                                                   |       |                                       |                                                |  |  |